# Giebelhaus Parchim

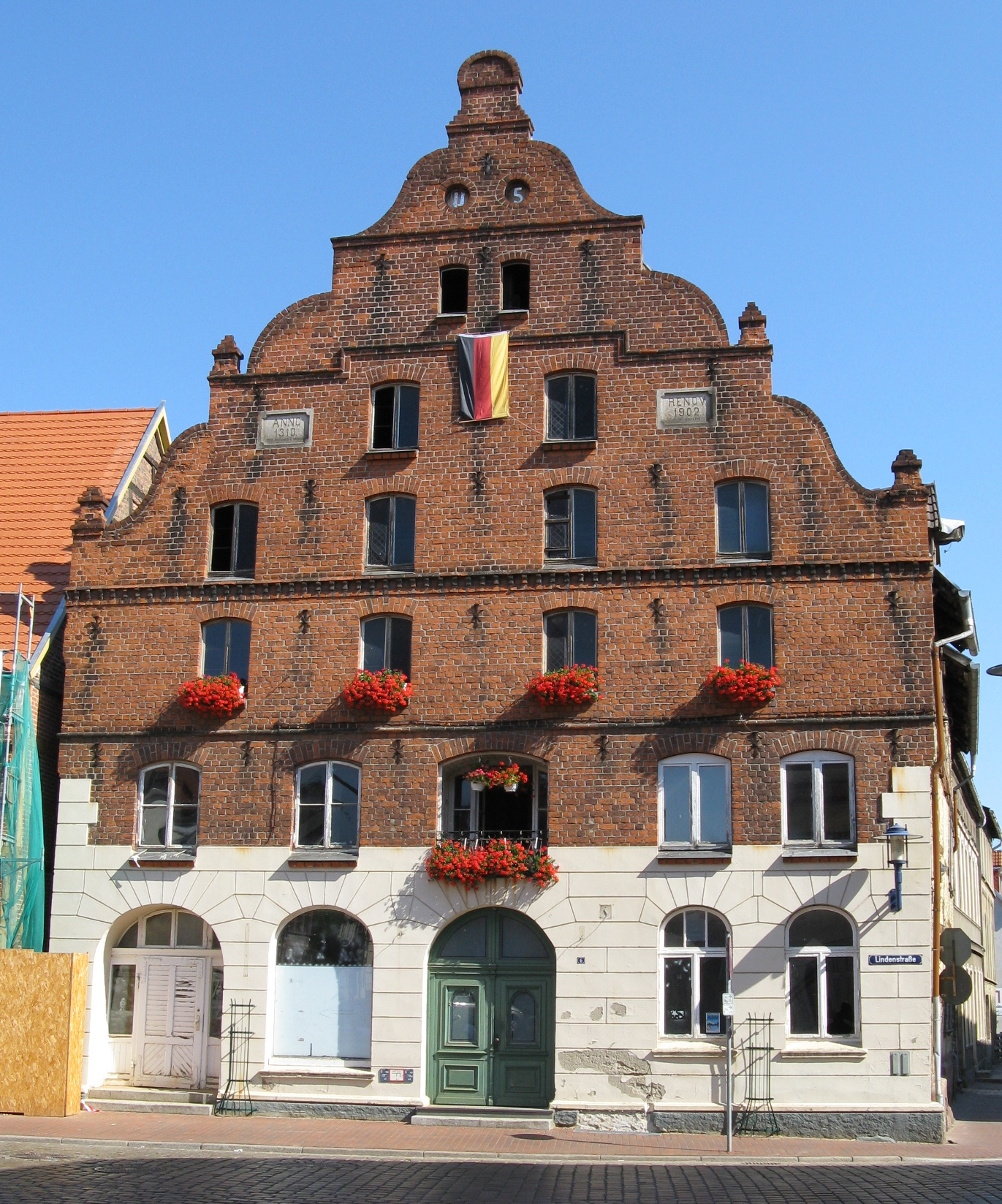
Giebelhaus Parchim

Das sogenannte Giebelhaus Parchim in Parchim, Lindenstraße Nr. 6 und am Alten Markt, wurde 1604 bzw. 1650 gebaut. Es steht unter Denkmalschutz.

## Geschichte

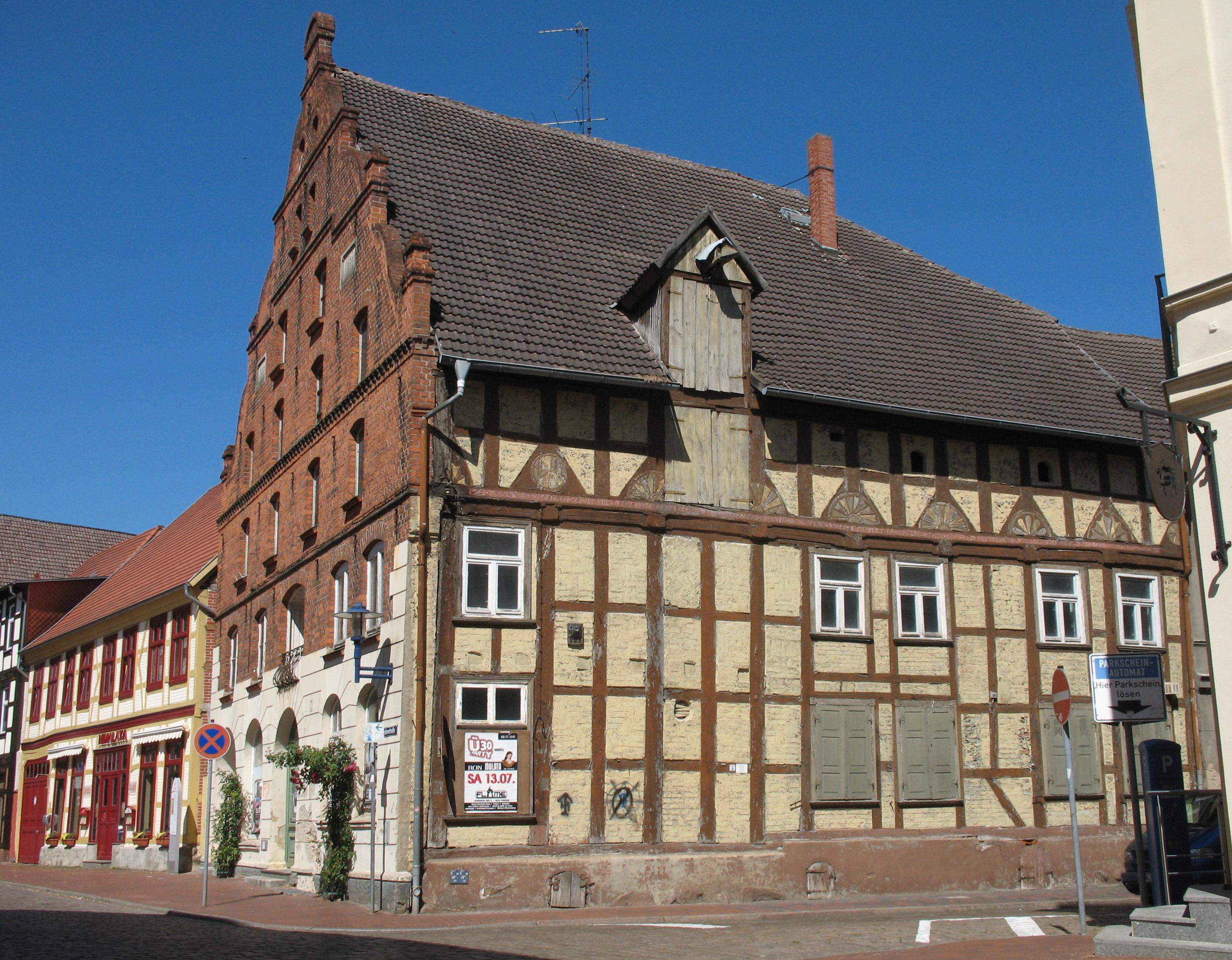
Giebelhaus: Ansicht an der Ecke Lindenstraße/Marstall

Das dreigeschossige barocke Gebäude wurde 1604 in Ständerbauweise gebaut und 1650 umgebaut. Es hat einen viergeschossigen verklinkerten Giebel mit einem runden Abschluss. An der Seite zur Straße Marstall befindet sich eine reichdekorierte Fachwerkfassade mit einem Dachhaus für den Seilaufzug für die Dachspeicher. Von drei Inschriften an den Balken sind zwei erhalten mit Jahreszahlen und den Namen der Bauherren. Das Haus in zentraler Lage mit den oberen Speichern war im Eigentum wohlhabender Kaufleute und Bürgermeister.
Nach 1990 stand das Haus lange leer, bis es 2016 die kommunale Wobau Parchim kaufte. Nach den Voruntersuchungen fand von Oktober 2018 bis März 2020 die Sanierung durch die Wobau statt bei Kosten in Höhe von vier Millionen Euro, finanziert durch die Wobau, durch Mittel der Städtebauförderung und Mittel der Lewitz-Werkstätten. Nutzer des Hauses ist die Lewitz-Werkstätten gGmbH aus Parchim. 18 behinderte Menschen wohnen hier in zwei Wohngruppen und werden betreut. Zusätzlich ist hier die Begegnungsstätte für geistig behinderte Menschen sowie die Beratungsstelle der Lebenshilfe Parchim mit ihrer EUTB-Beratung.
Die Wobau hatte bereits ab 1999 das Zinnhaus in Parchim saniert. Die Lewitz-Werkstätten gGmbH unterhalten Häuser in Parchim, Plau am See, Ludwigslust und Neustadt-Glewe.